# Apostegania
Apostegania is een geslacht van vlinders van de familie spanners (Geometridae), uit de onderfamilie Sterrhinae.

## Soorten
- A. crina Swinhoe, 1892
- A. rectilineata Swinhoe, 1906